# Casper Ruud
Casper Ruud, né le 22 décembre 1998 à Oslo, est un joueur de tennis norvégien. Il est d'ailleurs le premier Norvégien à remporter un tournoi sur le circuit ATP (en 2020). Il atteint le 12 septembre 2022, comme meilleur classement en carrière, la 2e place mondiale, et cumule 13 titres pour 25 finales, dont 3 finales en Grand Chelem (Roland-Garros en 2022 et 2023 et l'US Open en 2022).
Il est récompensé en 2022 par le Prix Stefan Edberg de la sportivité pour son comportement exemplaire sur le court.

## Biographie

### Famille et enfance
Casper Ruud est le fils de Christian Ruud, ancien joueur de tennis classé 39e joueur mondial en 1995 et désormais son entraîneur, et de Lele Ruud.
Après avoir pratiqué le football, le golf et le hockey, il décide de se concentrer sur le tennis à l'âge de onze ans, et pratique alors au club de Snarøya, avec pour idole Rafael Nadal. Il s'entraîne à la Rafa Nadal Academy à Majorque depuis l'été 2018.

### Personnalité
Très sportif sur le court, réputé pour ne pas afficher la moindre émotion négative, Ruud reste néanmoins un des joueurs les plus discrets du circuit, évitant par exemple de donner des propos marquants en dehors du cours.

### Vie privée
Ruud vit avec Maria Galligani depuis 2018. Le couple réside à Oslo. Maria est diplômée d'un master en psychologie à l'Université du Danemark du Sud.

### Représentation nationale
Il fait partie de l'équipe norvégienne de Coupe Davis depuis 2015, et participe à l'United Cup sous les couleurs de la Norvège depuis sa première édition, en 2023. Avec son coéquipier Viktor Durasovic (en), il a participé à la montée de l'équipe norvégienne de Coupe Davis dans l'élite de cette dernière.

## Carrière

### 2016-2017.no1mondial junior, apparition sur le circuit ATP
Ruud se distingue tout d'abord sur le circuit junior lors de la saison 2015 en remportant plusieurs tournois dont l'Osaka Mayor's Cup en octobre. Il atteint début 2016 la place de no 1 mondial et participe au Masters junior au mois d'avril où il atteint la finale.
En février 2016, classé au-delà de la 1100e place, Ruud parvient à remporter son premier tournoi Future à Majorque. Après trois échecs en finale, il s'adjuge son second titre à Kaarina en Finlande en août. En septembre 2016, il crée une grosse surprise en remportant le tournoi de Séville à sa première participation à un tournoi Challenger. Classé 450e mondial, il élimine notamment Íñigo Cervantes (75e) et Taro Daniel en finale. Ruud devient le quatrième joueur à réaliser cet exploit, après Dmitri Toursounov, Richard Gasquet et Mahesh Bhupathi. Il reçoit ensuite une invitation pour le tournoi de Chengdu, où il perd face à Viktor Troicki.
Ruud se révèle en 2017 en atteignant les demi-finales du tournoi ATP 500 de Rio de Janeiro après avoir dominé Rogério Dutra Silva, Roberto Carballés Baena et Thiago Monteiro. Il échoue contre Pablo Carreño-Busta 24e mondial, malgré une balle de match en sa faveur (6-2, 5-7, 0-6). Ruud reçoit par la suite une invitation pour les Masters 1000 de Miami et de Monte-Carlo mais ne parvient pas à franchir le premier tour. Après un deuxième tour à Barcelone, il évolue principalement sur le circuit secondaire sans parvenir à dépasser le stade des quarts de finale.

### 2018-2019. Entrée dans le top 100

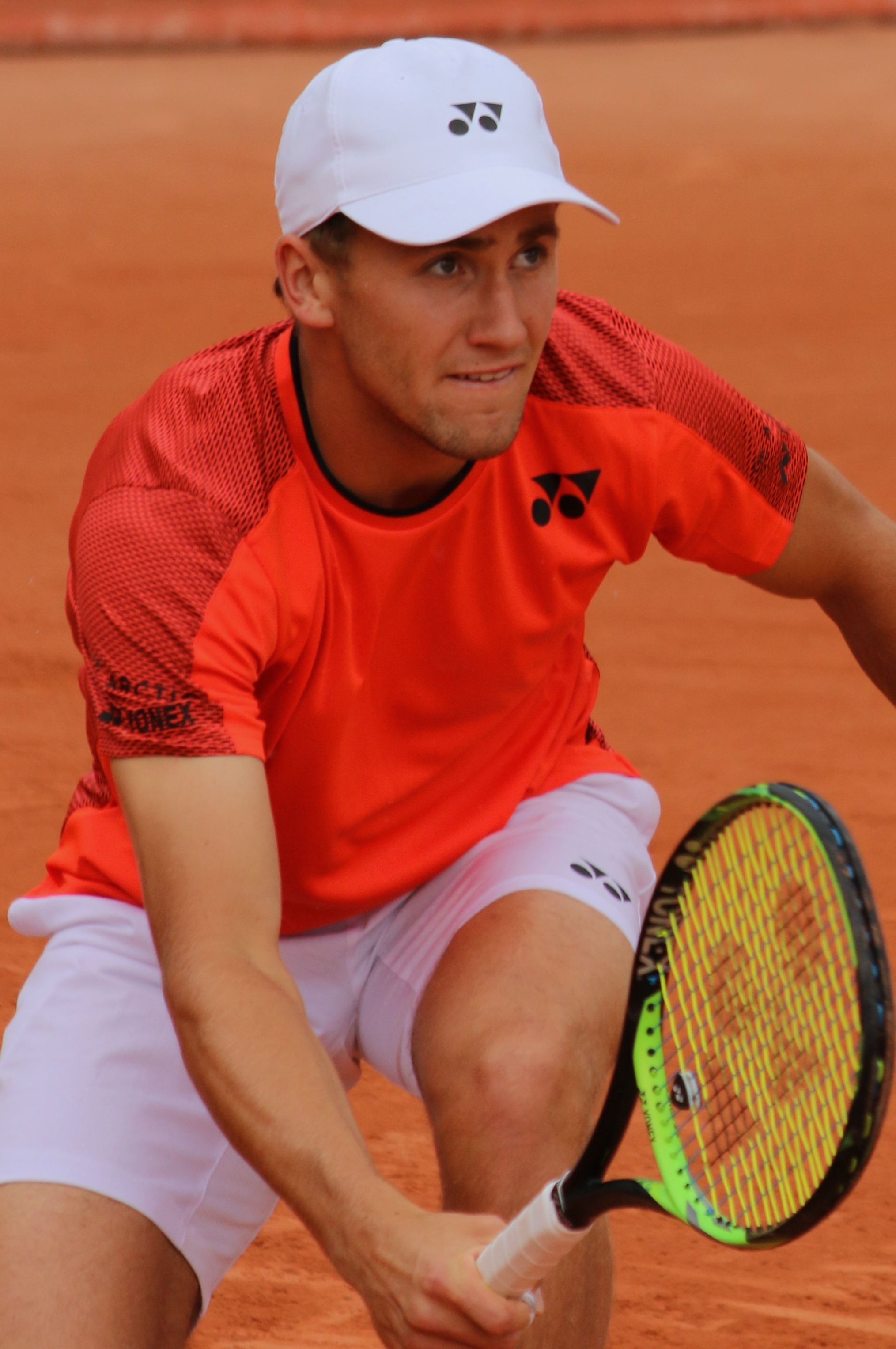
Casper Ruud au tournoi de Roland Garros 2019

En 2018, Ruud remporte ses premiers matchs dans des tournois du Grand Chelem à l'Open d'Australie contre Quentin Halys, puis aux Internationaux de France face à Jordan Thompson à chaque fois en cinq sets. Sur terre battue, il dispute deux finales en Challenger à Francavilla et Braga. Au mois de juillet, il est quart de finaliste à Båstad après avoir battu David Ferrer (7-5, 6-2).
Début 2019, Ruud fait son entrée dans le top 100 grâce à un quart de finale à Rio et une demi-finale à São Paulo. Il atteint ensuite sa première finale sur le circuit ATP à Houston, perdue contre Cristian Garín (7-64, 4-6, 6-3). En mai, il accède au 3e tour des Internationaux d'Italie, profitant de l'abandon de Nick Kyrgios, et à Roland-Garros où il bat Ernests Gulbis et Matteo Berrettini en trois sets avant de s'incliner contre Roger Federer (6-3, 6-1, 7-68). Début août, il se hisse jusqu'en demi-finales du Kitzbühel. Ruud se qualifie en fin de saison pour le Masters NextGen où il s'incline en poule avec un bilan d'une victoire pour deux défaites.

### 2020. Confirmation dans l'élite, premier titre
Ruud se distingue début 2020 lors de l'ATP Cup en disposant de Fabio Fognini et de John Isner, tous deux membres du top 20. Au mois de février, il devient le premier Norvégien à remporter un tournoi ATP, à Buenos Aires, en battant en finale le Portugais Pedro Sousa (6-1, 6-4). Deux semaines plus tard, il parvient jusqu'en finale de l'Open du Chili mais s'incline contre l'espoir Brésilien Thiago Seyboth Wild (7-5, 4-6, 6-3).
En septembre, Ruud atteint les demi-finales du Masters de Rome, battant le 16e mondial Karen Khachanov au premier tour et en remportant sa première victoire sur un joueur du top 10, le 8e mondial Matteo Berrettini en quart de finale (4-6, 6-3, 7-65). Il est finalement battu par le no 1 mondial Novak Djokovic (7-5, 6-3). Il enchaîne par une nouvelle demi-finale à Hambourg ainsi qu'un 3e tour à Roland-Garros.

### 2021: 5 titres, domination sur terre battue, entrée dans le top 10
Ruud est huitième de finaliste de l'Open d'Australie mais abandonne après être mené deux manches à rien face à Andrey Rublev en raison d'une douleur abdominale.
Il se montre de nouveau à son avantage lors de la tournée sur terre battue avec tout d'abord une demi-finale à Monte-Carlo où il écarte sur son passage Diego Schwartzman (6-3, 6-3), Pablo Carreño Busta (7-64, 5-7, 7-5) et le tenant du titre Fabio Fognini (6-4, 6-3). Il s'incline (3-6, 5-7) à nouveau contre Andrey Rublev.

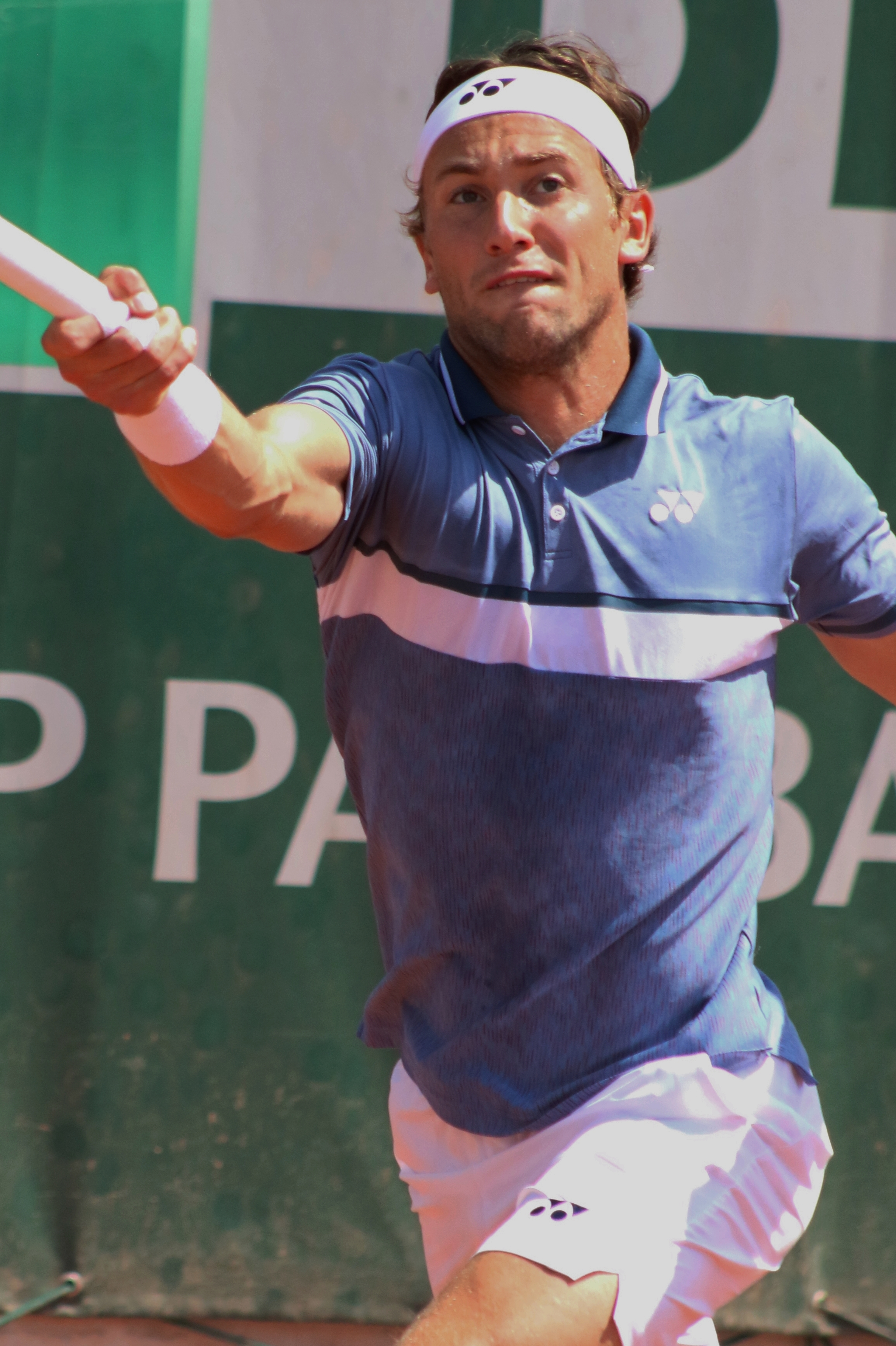
Casper Ruud à Roland-Garros en 2021.

Ruud enchaîne avec deux nouvelles demi-finales à Munich et au Masters de Madrid où il se distingue avec une victoire sur le no 5 mondial Stéfanos Tsitsipás. Son succès en quart sur Alexander Bublik le propulse dans le top 20 au classement ATP.
Éprouvé physiquement, Ruud se retire du Masters de Rome puis se rend à Genève et remporte le tournoi contre Denis Shapovalov. Lors des Internationaux de France, il est stoppé dès le 3e tour par le surprenant Espagnol Alejandro Davidovich Fokina à l'issue d'un combat épique en cinq manches et 4 h 35 min de jeu (63-7, 6-2, 66-7, 6-0, 5-7).
Ruud n'obtient ensuite aucun résultat probant sur gazon, chutant dès le premier tour à Wimbledon. Faisant l'impasse sur les Jeux olympiques de Tokyo, il reste en Europe pour disputer des tournois sur terre battue. Profitant de l'absence de la plupart des meilleurs joueurs mondiaux, il parvient à remporter trois tournois en trois semaines à Båstad, Gstaad et Kitzbühel sans rencontrer un seul membre du top 40. Un tel triplé n'avait plus été réalisé depuis Andy Murray en 2011.
Quart de finaliste aux Masters du Canada et de Cincinnati, Ruud échoue cependant dès le deuxième tour à l'US Open contre le modeste Botic van de Zandschulp. Il devient néanmoins à l'issue du tournoi no 10 mondial, devenant le premier Norvégien à atteindre cette position.
Au tournoi de San Diego, Ruud écarte tour à tour l'ancien no 1 mondial Andy Murray, Lorenzo Sonego et Grigor Dimitrov pour atteindre la finale. Opposé à Cameron Norrie, il s'impose sans débat (6-0, 6-2) et remporte son premier tournoi ATP sur dur, une surface où il a souvent été décevant, preuve de sa progression.
Qualifié pour les ATP Finals disputées à Turin, Ruud parvient en demi-finale après avoir perdu contre Novak Djokovic grâce à ses succès sur Cameron Norrie et Andrey Rublev. Il y est toutefois sèchement battu par Daniil Medvedev (4-6, 2-6). Il finit la saison à la 8e place mondiale

### 2022. 3 titres, 2 finales de Grand Chelem,1resfinalesen Masters 1000 et au Masters,no2mondial
Casper Ruud fait l'impasse sur l'Open d'Australie après s'être tordu la cheville lors d'un entraînement. Il reprend sa saison sur la terre battue de Buenos Aires, tournoi qu'il remporte en battant en finale Diego Schwartzman (5-7, 6-2, 6-3) après un premier set accroché.
Il se distingue lors du Masters de Miami en se qualifiant pour la finale après avoir éliminé le no 4 mondial Alexander Zverev en quarts de finale (6-3, 1-6, 6-3). Il est battu en deux sets par le jeune Espagnol Carlos Alcaraz, nouveau phénomène du tennis mondial, pour sa première finale en Masters 1000 (5-7, 4-6), au cours d'un match où il fait appel au corps médical pour une douleur à la hanche.
Par la suite, il conserve sur terre battue son titre à Genève aux dépens du Portugais João Sousa. Il s'impose sur le score de (7-63, 4-6, 7-61) après plus de trois heures de jeu.

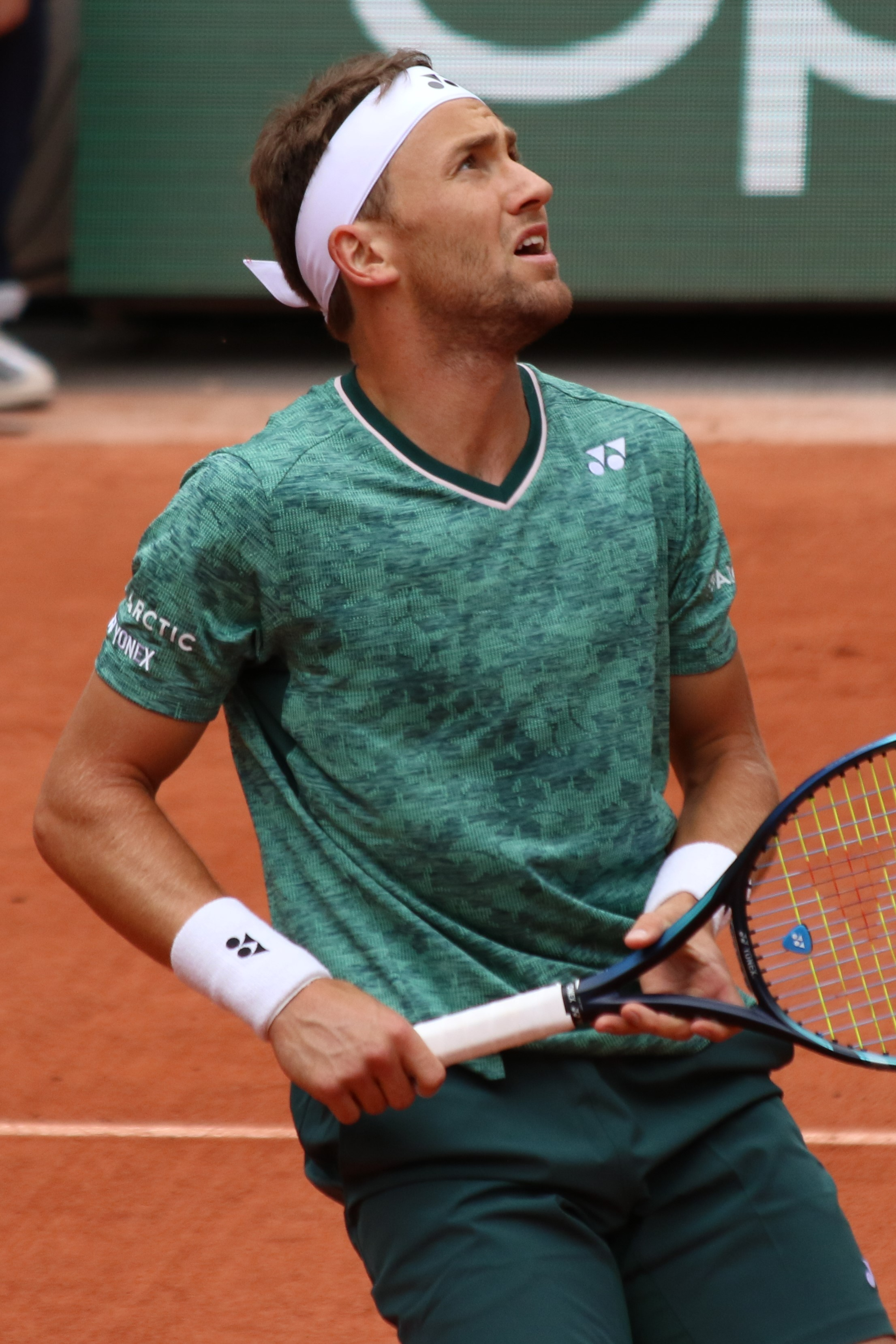
Ruud lors d'un match à Roland-Garros en 2022.

Ruud réalise un grand tournoi à Roland-Garros. Tête de série numéro 8 située dans la partie basse du tableau où les principaux favoris sont absents,, il commence la compétition en éliminant le Français Jo-Wilfried Tsonga, qui dispute le dernier match de sa carrière. Il perd le premier set et remporte les trois sets suivants (66-7, 7-64, 6-2, 7-60), aidé par la blessure du Français en fin de match. Il bat ensuite le Finlandais Emil Ruusuvuori au deuxième tour en trois sets (6-3, 6-4, 6-2). Un premier test important intervient au troisième tour face à l'Italien Lorenzo Sonego, également spécialiste de la terre battue. Ruud s'impose après un bras de fer en cinq sets (6-2, 63-7, 1-6, 6-4, 6-3). Il affronte ensuite le Polonais Hubert Hurkacz, qu'il bat en huitièmes de finale (6-2, 6-3, 3-6, 6-3) pour se qualifier en quarts de finale, une première pour lui en Grand Chelem. Il y rencontre le jeune Danois Holger Rune qui fait de la résistance mais craque en quatre sets dans un match accroché, joué en session de nuit sur le court central (6-1, 4-6, 7-62, 6-3). Ce quart est également marqué par des tensions entre les deux hommes, le Norvégien reprochant à son cadet de vérifier trop de marques, ce à quoi Rune lui répond de se taire. À l'issue de la rencontre, la poignée de main est froide et Rune reproche par la suite à son adversaire de lui avoir crié « Yes! », en signe de victoire, dans le vestiaire, ce que Ruud conteste. En demi-finale, il bat le Croate Marin Čilić en quatre sets pour rejoindre Rafael Nadal en finale. Opposé au détenteur de treize titres dans ce tournoi, Ruud ne parvient pas à rivaliser avec son idole de jeunesse. Malgré une possibilité de mener 4-1 lors du deuxième set, il se fait rejoindre par Nadal et concède un troisième et dernier set blanc, après 2 h 18 min de jeu (3-6, 3-6, 0-6). Malgré sa défaite, Ruud justifie son statut de top 10 mondial avec une première performance majeure dans un Grand Chelem et confirme sa prédominance sur terre battue. Il atteint le cinquième rang mondial à l'issue du tournoi.
Dans la foulée, il dispute en tant que tête de série numéro 1 le tournoi du Queen's sur gazon et perd au premier tour contre l'invité britannique Ryan Peniston en deux tie-breaks. Il perd fin juin au deuxième tour de Wimbledon contre le Français Ugo Humbert en quatre sets (6-3, 2-6, 5-7, 4-6). Mi-juillet, il s'incline d'entrée au tournoi de Båstad, dont il est tenant du titre, contre l'Argentin Francisco Cerúndolo (4-6, 6-3, 5-7). Il se rattrape cependant en conservant son titre lors du tournoi de Gstaad en écartant en finale Matteo Berrettini à l'issue d'un match disputé (4-6, 7-64, 6-2).
À l'US Open, il bat Matteo Berrettini en quart de finale et Karen Khachanov en demi-finale. Il dispute sa deuxième finale en Grand Chelem face au jeune Carlos Alcaraz. L'enjeu du match, en plus d'une première victoire dans un tournoi du Grand Chelem, est l'accession à la première place du classement ATP. C'est l'Espagnol qui s'impose. Casper Ruud se hisse quant à lui à la deuxième place du classement ATP à l'issue du tournoi.
Les semaines suivantes sont plus difficiles avec deux éliminations aux premiers tour des tournois de Tokyo et de Bâle et en quarts de finale du tournoi de Séoul contre le Japonais Yoshihito Nishioka. Au Masters de Paris-Bercy, il bat Richard Gasquet puis il perd au tour suivant face à Lorenzo Musetti.
Qualifié pour le Masters, il finit premier de son groupe après avoir battu Félix Auger-Aliassime et Taylor Fritz. Déjà qualifié pour les demi-finales du tournoi, il perd face à Rafael Nadal le dernier match de poule. Il se hisse pour la première fois de sa carrière en finale du Masters en battant Andrey Rublev en demi-finale (6-2, 6-4). En finale, il s'incline contre Novak Djokovic en deux sets (7-5, 6-3), ce qui constitue sa troisième défaite en autant de finales dans les tournois majeurs. Son parcours au Masters de Turin lui permet toutefois de gagner une place au classement ATP. Il termine la saison à la troisième place mondiale.

### 2023. Résultats nuancés,10etitre,2efinale à Roland-Garros, sortie du top 10
Casper Ruud commence l'année par une défaite en entrée du tournoi d'Auckland contre le Serbe Laslo Djere (6-3, 3-6, 6-7) puis par une défaite au second tour de l'Open d'Australie contre Jenson Brooksby (3-6, 5-7, 7-6, 2-6) après avoir battu le Tchèque Tomáš Macháč (6-3, 7-6, 6-7, 6-3). Il perd au même stade un mois plus tard à Acapulco. Il bat difficilement l'Argentin qualifié Guido Andreozzi (6-4, 4-6, 7-6) puis perd contre le Japonais lui aussi qualifié Taro Daniel (5-7, 6-2, 6-7). Il remporte un match et perd le suivant à Indian Wells (victoire sur l'Argentin Diego Schwartzman et défaite contre le qualifié Cristian Garín) et Miami (victoire sur Ilya Ivashka, mais sortie contre le Néerlandais Botic van de Zandschulp), alors qu'il était finaliste l'année précédente.
Il remporte, en avril, le tournoi d'Estoril (ATP 250), son dixième titre sur le circuit ATP, en battant le Serbe Miomir Kecmanović (6-2, 7-6), ce qui lui permet de lancer sa saison sur terre battue avant de rejoindre le Masters de Monte-Carlo. Il bat auparavant sur sa route l'invité local João Sousa (4-6, 6-2, 6-2), le tenant du titre Sebastián Báez (6-3, 6-0) et le Français Quentin Halys (6-4, 3-6, 7-6), novice à ce niveau.
Casper Ruud déçoit au Masters de Monte-Carlo, où il est éliminé en huitièmes de finale par le centième joueur mondial, Jan-Lennard Struff, en deux sets (1-6, 6-7), après avoir battu difficilement, en seizièmes de finales, Botic van de Zandschulp (7-5, 7-6). Il ne fait pas mieux à Barcelone, éliminé par l'Argentin Francisco Cerúndolo (6-7, 3-6) après avoir sorti le jeune Américain Ben Shelton (6-2, 7-6), et à Madrid où il est battu d'entrée par le qualifié italien Matteo Arnaldi, 105e mondial (3-6, 4-6).
Début mai, il rebondit à Rome en sortant le Français Arthur Rinderknech (6-4, 6-0), le Kazakh Alexander Bublik (6-1, 4-6, 7-6), le Serbe Laslo Djere (6-1, 6-3) et l'Argentin Francisco Cerúndolo (7-6, 6-4) pour arriver en demi-finale, son meilleur résultat depuis l'US Open 2022. Il affronte à ce stade Holger Rune, le jeune tombeur du numéro un mondial Novak Djokovic. Il perd le match (7-6, 4-6, 2-6) mais rassure sur son niveau de jeu à quelques semaines de Roland-Garros.
Tête de série numéro 1 à Genève et tenant du titre, il gagne son premier match contre l'Américain Jeffrey John Wolf (6-3, 7-5) puis perd en quart de finale face au Chilien Nicolás Jarry (6-3, 6-7, 5-7), futur vainqueur, une semaine avant le Grand Chelem parisien. À Roland-Garros, il écarte dans des matchs serrés mais toujours maîtrisés le Suédois Elias Ymer (6-4, 6-3, 6-3), l'Italien Giulio Zeppieri (6-3, 6-2, 4-6, 7-5) et le Chinois Zhang Zhizhen (4-6, 6-4, 6-1, 6-4). En huitième de finale il prend sa revanche sur le Chilien Nicolás Jarry qui l'avait battu à Genève, dans un match très serré (7-6, 7-6, 7-5). Jusque-là épargné par les têtes de série, il fait face en quart de finale au Danois Holger Rune, dans une revanche du quart de l'année précédente, il s'impose pour la première fois face à un top 10 en Grand Chelem (6-1, 6-2, 3-6, 6-3). En demi-finale, il défait l'ancien no 2 mondial allemand Alexander Zverev (6-3, 6-4, 6-0). Pour sa troisième finale en Grand Chelem, il est opposé à Novak Djokovic, en quête d'un record de titres du Grand Chelem. Il perd la rencontre (6-7, 3-6, 5-7).
Il ne joue aucun match sur gazon avant le tournoi de Wimbledon. Il y gagne un match face au qualifié français Laurent Lokoli (6-1, 5-7, 6-4, 6-3) puis s'incline comme l'année précédente au second tour contre l'invité local Liam Broady (4-6, 6-3, 6-4, 3-6, 0-6), 142e mondial.
Tête de série numéro 1 au tournoi de Suède, à Båstad, il échoue en finale face au Russe Andrey Rublev (6-7, 0-6), tête de série numéro 2. Dispensé de premier tour, il bat au second tour le Russe Alexander Shevchenko (6-2, 6-4), en quarts l'Autrichien Sebastian Ofner (6-3, 6-4) et en demi-finale l'Italien Lorenzo Musetti (6-3, 7-5), alors 16e mondial et tête de série numéro 3. Il joue sa troisième finale de la saison contre le Russe Andrey Rublev, septième et s'incline (6-7, 0-6). Au Masters du Canada, mi-août, il sort le jeune Jiří Lehečka (7-6, 6-4) puis tombe au tour suivant au terme d'un match tendu contre l'Espagnol Alejandro Davidovich Fokina (6-7, 6-4, 6-7), futur demi-finaliste. À Cincinnati, il est éliminé d'entrée contre l'Australien qualifié Max Purcell (4-6, 6-3, 4-6).
Il se rend fin août à l'US Open, durant lequel il doit défendre les points de sa finale de l'an passé qui aurait pu lui permettre de devenir numéro un. Il élimine d'abord le local Emilio Nava, qualifié (7-6, 3-6, 6-4, 7-6), sa 200e victoire sur le circuit ATP, mais s'incline en cinq sets au tour suivant contre le Chinois Zhang Zhizhen, qui prend sa revanche de Roland Garros (4-6, 7-5, 2-6, 6-0, 2-6). Il remporte pour la première fois de sa saison deux victoires consécutives sur dur à Pékin contre l'Allemand Jan-Lennard Struff (7-6, 6-3) et contre l'Argentin Tomás Martín Etcheverry qu'il renverse difficilement (1-6, 7-5, 7-6). Confronté au numéro deux mondial Carlos Alcaraz en quarts de finale, il cède logiquement en deux sets (4-6, 2-6). Il dispute mi-octobre pour la première fois de sa carrière le Masters 1000 de Shanghai et y bat Yoshihito Nishioka (7-5, 6-0) et l'Américain Christopher Eubanks (6-4, 6-2) avant de tomber contre le Hongrois Fábián Marozsán qui gagne ainsi son premier huitième de finale en Masters 1000 (6-7, 6-3, 4-6).
Tête de série numéro deux à Tokyo, il élimine l'invité local Yosuke Watanuki (7-6, 6-3) mais déçoit encore en perdant le match suivant contre le qualifié Marcos Giron (3-6, 4-6). Il s'envole ensuite pour le Masters 1000 de Bercy mais subit une nouvelle défaite d'entrée contre l'Argentin Francisco Cerúndolo (5-7, 4-6), ce qui l'empêche de participer au Masters de fin d'année.

### 2024.1ertitre ATP 500 à Barcelone, titre à Genève, demi-finale à Roland-Garros et 6 ème mondial.
Le Norvégien commence la saison par une victoire facile à l'Open d'Australie contre le vétéran Albert Ramos-Viñolas (6-1, 6-3, 6-1). Il sort ensuite difficilement le local Max Purcell, adepte du service volée (6-3, 65-7, 6-3, 3-6, 7-67) avant de tomber au troisième tour contre Cameron Norrie qui ne l'avait jamais battu auparavant (4-6, 7-67, 4-6, 3-6).
Tête de série numéro quatre au tournoi de Cabo San Lucas, il ne laisse que des miettes à Marcos Giron (6-1, 6-0) et au Portugais Nuno Borges (6-3, 6-2) ; avant d'écarter en demi-finale le tenant du titre, Stéfanos Tsitsipás (6-4, 7-64). Il rencontre le surprenant Australien Jordan Thompson en finale qui le bat (3-6, 64-7) et remporte ainsi son premier titre en carrière. Il joue une semaine plus tard une seconde finale à Acapulco, écartant difficilement l'Américain Christopher Eubanks (6-4, 65-7, 6-3), le Serbe Dušan Lajović (6-4, 7-5) puis renversant coup sur coup les jeunes Ben Shelton (67-7, 6-4, 6-4) sans laisser la moindre balle de break, fait marquant, à son adversaire, demi-finaliste à l'US Open en fin de saison passée et Holger Rune (3-6, 6-3, 6-4), septième joueur mondial. Alors qu'il a l'opportunité de gagner son premier titre en ATP 500, il perd en finale contre le tenant du titre Alex de Minaur, déjà finaliste à Rotterdam quelques semaines auparavant (4-6, 4-6).
Il enchaîne avec une nouvelle prestation convaincante à Indian Wells dont il atteint pour la première fois les quarts de finale en sortant le qualifié Lukáš Klein (6-4, 7-6), le jeune Français Arthur Fils (6-2, 6-4), qui sort d'une tournée sud-américaine sur ocre puis un second Français, le vétéran Gaël Monfils dans un match disputé (3-6, 7-6, 6-4). Il rencontre en quarts de finale le dernier Américain du tournoi, Tommy Paul. Au terme d'un match décousu, il s'incline en trois sets (2-6, 6-1, 3-6). Il parvient en huitième de finale fin mars à Miami après des victoires contre le jeune Luca Van Assche (7-6, 1-6, 6-1) et l'Espagnol Alejandro Davidovich Fokina (6-3, 6-4) mais s'incline à ce stade contre le Chilien Nicolás Jarry (6-7, 3-6).
Il défend début avril son titre à Estoril, pour le début de la tournée sur terre battue. Après des victoires faciles contre Botic van de Zandschulp (6-1, 6-2) et Márton Fucsovics (6-3, 6-2), il concède une surprenante défaite contre l'Espagnol Pedro Martínez qui gagne ainsi son premier match contre un joueur du top 10 (4-6, 6-4, 4-6). Il enchaîne avec le Masters de Monte-Carlo et se défait du Chilien Alejandro Tabilo (6-2, 6-4) et du Polonais Hubert Hurkacz, alors huitième joueur mondial. Il profite dans sa partie de tableau du forfait du numéro deux mondial Carlos Alcaraz pour le tournoi et rencontre le Français Ugo Humbert qu'il bat (6-3, 4-6, 6-1). En demi-finale, il affronte le numéro 1 mondial Novak Djokovic qu'il bat pour la première fois de sa carrière (6-4, 1-6, 6-4). Cette victoire lui permet de passer sixième mondial et de disputer sa deuxième finale en Masters 1000 en carrière. Opposé à Stéfanos Tsitsipás, déjà double vainqueur du tournoi, il ne fait pas le poids en finale, ne convertissant aucune balle de break et s'incline (1-6, 4-6). Une semaine plus tard, à l'Open de Barcelone, il élimine le Français Alexandre Müller (6-3, 6-4), l'Australien Jordan Thompson (6-1, 6-4) et l'Italien Matteo Arnaldi (6-4, 6-3) lors d'un match haché pour atteindre les demi-finales. Il y bat l'Argentin Tomás Martín Etcheverry (7-6, 6-4) pour retrouver Stéfanos Tsitsipás en finale. Il prend sa revanche en deux sets (7-5, 6-3), et remporte ainsi son premier titre en ATP 500 sans avoir perdu le moindre set pendant le tournoi.
Il enchaîne un quatrième tournoi consécutif à Madrid où il bat sans difficulté le Serbe Miomir Kecmanović (6-4, 6-1) et prend sa revanche sur Cameron Norrie (6-2, 6-4). Il est arrêté en huitièmes de finale par le Canadien Félix Auger-Aliassime (4-6, 5-7), qui rallie ainsi ses premiers quarts de finale en Masters 1000 depuis près d'un an. Attendu comme un des favoris à Rome, où il reste sur trois demi-finales sur ses trois dernières participations, il retrouve pour son premier match Miomir Kecmanović et perd cette fois la rencontre malgré le gain du premier set (6-0, 4-6, 4-6).
Aligné à Genève pour son dernier tournoi de préparation avant Roland-Garros, il commence son tournoi en huitième face à l'Autrichien Sebastian Ofner qu'il bat (4-6, 6-2, 6-2), puis enchaîne face au spécialiste de la terre battue argentin, Sebastián Báez (6-3, 3-6, 6-4). Sa demi-finale face à l'Italien Flavio Cobolli, reportée, se joue le matin-même du jour de la finale. Ruud l'emporte (6-1, 1-6, 7-6) en sauvant une balle de match sur son service. Trois heures plus tard, il joue la finale face au Tchèque Tomáš Macháč, vainqueur au match précédent du numéro un Novak Djokovic et qui dispute sa première finale sur le circuit, et l'emporte en deux sets (7-5, 6-3). Avec ses titres en 2021, 2022 et donc 2024 (son 12e en carrière, et son 11e sur terre battue), Casper Ruud devient le premier joueur du circuit à remporter le tournoi de Genève au moins trois fois. Il se présente une nouvelle fois comme un des outsiders à Roland-Garros fin mai. Il fait preuve d'aisance sur terre en disposant du Brésilien Felipe Meligeni Alves (6-3, 6-4, 6-3), puis connaît plus de difficultés contre l'Espagnol Alejandro Davidovich Fokina, ancien quart de finaliste, qu'il sort en cinq manches (7-6, 1-6, 6-3, 4-6, 6-3). Il écarte ensuite l'Argentin Tomás Martín Etcheverry (6-4, 1-6, 6-2, 6-2) et l'Américain Taylor Fritz, demi-finaliste à Madrid (7-6, 3-6, 6-4, 6-2) pour accéder une nouvelle fois aux quarts de finale où l'attend le numéro 1 mondial Novak Djokovic. Cependant, le Serbe déclare forfait à la suite d'une blessure au ménisque subie lors de son huitième de finale, ce qui permet au Norvégien de jouer sa quatrième demi-finale en Grand Chelem, la troisième de suite Porte d'Auteuil. Il rencontre, comme l'année précédente au même stade, l'Allemand Alexander Zverev, numéro quatre mondial et titré récemment à Rome. Il s'incline, malade, face à l'Allemand (6-2, 2-6, 4-6, 2-6).
Il ne dispute durant la saison sur gazon que le tournoi de Wimbledon où il déçoit comme les précédentes saisons en s'inclinant au second tour contre le vétéran Fabio Fognini, 94e mondial, en quatre manches (4-6, 5-7, 7-6, 3-6), après avoir écarté en trois sets le qualifié australien Alex Bolt (7-6, 6-4, 6-4). Il contre performe également à Båstad, où il avait atteint la finale l'année précédente, en échouant dès le premier tour contre le Brésilien Thiago Monteiro. 
Lors de la tournée américaine, il commence par une victoire à l'Open du Canada contre le repêché James Duckworth (6-2, 6-7, 6-3) puis s'arrête comme l'année précédente en huitièmes de finale, déclarant forfait pour cause de maladie. Pas suffisamment remis, il s'incline comme lors des trois dernières éditions au second tour à Cincinnati contre Félix Auger-Aliassime (3-6, 1-6) qui le bat pour la troisième fois de la saison. Il revient en forme à l'US Open, écartant le vétéran Gaël Monfils (6-4, 6-2, 2-6, 7-6) et les Chinois Bu Yunchaokete (7-6, 6-2, 6-2) et Shang Juncheng qui disputent pour la première fois le tournoi new-yorkais (6-7, 3-6, 6-0, 6-3, 6-1). Fatigué par son troisième tour en cinq manches, il s'incline en huitièmes de finale contre le local Taylor Fritz (6-4, 4-6, 3-6, 2-6) qui ne l'avait auparavant jamais battu. 
Lors de la tournée asiatique, il est battu au premier tour à Tokyo par l'Australien Jordan Thompson qu'il rencontre pour la troisième fois de la saison (6-7, 1-6) puis à Shanghai d'entrée contre le qualifié australien Aleksandar Vukic (4-6, 4-6). En lutte pour une troisième participation au Masters de fin de saison, il écarte l'Italien Lorenzo Sonego (6-3, 7-6) au premier tour à Stockholm mais voit le Néerlandais Tallon Griekspoor stopper sa route (5-7, 6-7) en quarts. Il enchaîne une cinquième défaite en six matchs à Bâle où il perd face au vétéran Roberto Bautista-Agut, ancien top 10 qui vient de remporter le tournoi d'Anvers (3-6, 6-3, 3-6) et une troisième cette saison contre Jordan Thompson (6-7, 6-3, 4-6) à Bercy. Disputant à l'origine le tournoi de Metz pour confirmer sa place au Masters, il apprend le forfait du Serbe Novak Djokovic et perd alors au premier tour du tournoi contre le local en forme Benjamin Bonzi, 124e mondial, issu des qualifications et qui bat ainsi son premier top 10 en carrière. Au Masters de fin d'année, un tournoi qui lui réussit bien, il atteint une nouvelle fois les demi-finales après une victoire face au 3e mondial Carlos Alcaraz, une défaite en deux sets contre Alexander Zverev et une victoire contre Andrey Rublev. Il est stoppé de manière très sèche par le futur vainqueur du tournoi Jannik Sinner.
Casper Ruud finit l'année 2024 au 6e rang du classement ATP soit 5 rangs de mieux qu'en 2023. Il montre par la même occasion sa grande régularité au plus haut niveau.

### 2025. Finale à Dallas, 1er titre en Masters 1000 à Madrid et déception à Roland-Garros
Il prend part au premier Majeur de l'année, l'Open d'Australie en tant que tête de série numéro six. Comme les années passées, il n'y brille pas, luttant en cinq manches contre l'Espagnol Jaume Munar (6-3, 1-6, 7-5, 2-6, 6-1) puis battu par le jeune Tchèque Jakub Menšík (2-6, 6-3, 1-6, 4-6) qui obtient sa première victoire sur un Top 10 en Grand Chelem au second tour. Il s'envole pour la tournée américaine en février et est inscrit en tant que tête de série numéro deux à Dallas où il sort laborieusement le repêché James Duckworth (7-5, 4-6, 6-2) avant de profiter d'un tableau ouvert, et élimine le qualifié local Michael Mmoh (6-1, 6-4), profite de l'abandon du Japonais Yoshihito Nishioka (7-5, 3-2 ab.) et prend dispose de nouveau de Jaume Munar (6-2, 2-6, 7-64) pour jouer sa première finale de la saison. Il y affronte le Canadien Denis Shapovalov qui a battu le numéro quatre Taylor Fritz ainsi que le tenant du titre Tommy Paul. Il est privé de titre par le gaucher (65-7, 3-6).
Finaliste l'année passée à Acapulco, il domine le Français Arthur Rinderknech (6-4, 6-3) avant de déclarer forfait pour des problèmes d'estomac contre le jeune local, invité par les organisateurs Rodrigo Pacheco Méndez. Il subit son élimination la plus précoce en carrière à Indian Wells, sorti d'entrée par le local Marcos Giron (64-7, 6-3, 2-6) qui bat un Top 5 pour la première fois en carrière. Comme l'année passée, il s'arrête en huitièmes de finale à Miami, renversant le Serbe Miomir Kecmanović (3-6, 6-4, 6-4) et battant le Chilien Alejandro Tabilo (6-4, 7-64) mais ne faisant pas le poids contre l'Argentin Francisco Cerúndolo (4-6, 2-6), ancien demi-finaliste en Floride. Défendant les points de sa finale à Monte-Carlo, il s'arrête là aussi en huitièmes sur la côte monégasque, facile contre le vétéran Roberto Bautista-Agut (6-2, 6-1) mais ratant deux balles de match contre l'Australien Alexei Popyrin (4-6, 6-3, 5-7) qui rejoint son premier quart de finale dans ce tournoi. Tenant du titre à Barcelone, il remporte ses deux premiers matchs contre les qualifiés Daniel Elahi Galán (6-4, 6-3) et Hamad Medjedović (7-5, 7-5) mais perd son titre face à un autre scandinave, le Danois Holger Rune (4-6, 2-6), sortant à l'issue du tournoi du Top 10.
Après ce début de saison en demi-teinte, Ruud s'offre son premier Masters 1000 à l'Open de Madrid 2025 en écartant, dans l'ordre, le Français Arthur Rinderknech (6-3, 6-4), les Américains Sebastian Korda (6-3, 6-3) et Taylor Fritz n°4 mondial (7-5, 6-4) dans un match maîtrisé et intelligent, le Russe Daniil Medvedev (6-3, 7-5) contre qui il obtient une solide première victoire et en demi-finale l'Argentin Francisco Cerúndolo (6-4, 7-5). La finale l'oppose à l'Anglais Jack Draper, récent vainqueur du tournoi d'Indian Wells et homme en forme du moment et, pour la première fois depuis le tournoi de Shanghai 2016, oppose deux joueurs n'ayant pas perdu de set avant la finale. Ruud s'impose dans un match physique et de haute intensité en 2h30 (7-5, 3-6, 6-4). Casper Ruud entre un peu plus dans l’histoire du tennis en devenant le premier norvégien vainqueur en Masters 1000 et retourne ainsi dans le Top 10, à la 7e place. A noter que le norvégien gagne le titre avec la manière en battant 3 top 10 pendant le tournoi. Une prouesse qui n’avait pas été fait pas Ruud depuis Miami 2022. Depuis 2020 Casper Ruud compte désormais 127 victoires sur terre battue (38 défaites), plus que tout autre joueur en activité du circuit ATP. Il démarre le tournoi de Rome par une victoire difficile sur le fantasque Alexander Bublik (6-4, 4-6, 6-3) puis profite de l'abandon de l'ancien numéro six Matteo Berrettini (7-5, 2-0 ab.) et sort l'Espagnol Jaume Munar qui atteint pour la première fois de sa carrière les huitièmes dans la capitale italienne (6-3, 6-4), sa neuvième victoire consécutive. Jouant le numéro un et local Jannik Sinner, de retour après trois mois de suspension, il voit l'Italien délivrer une prestation écrasante, ne laissant qu'un petit jeu au Norvégien (0-6, 1-6). Blessé, Ruud va quand même participer à Roland-Garros. Au premier tour, il bat facilement l'Espagnol Albert Ramos-Viñolas (6-3, 6-4, 6-2) mais perd contre le 41ème mondial au 2ème tour Nuno Borges (6-2, 4-6, 1-6, 0-6) qui bat ainsi son premier Top 10 en carrière.
Favori et ancien double lauréat du tournoi de Gstaad, il s'incline après une victoire sur l'invité Suisse Dominic Stricker (7-5, 7-6) contre l'Argentin Juan Manuel Cerúndolo (2-6, 6-1, 3-6) en tant que tête de série numéro une. Comme lors des deux dernières éditions, il est stoppé en huitièmes de finale de l'Open du Canada, par la Russe Karen Khachanov (4-6, 5-7) après deux victoires sur Roman Safiullin (6-3, 6-3) et une revanche sur Nuno Borges (7-5, 6-4). Il échoue pour la quatrième année consécutive au deuxième tour de Cincinnati contre le Français Arthur Rinderknech (7-6, 4-6, 2-6).

## Palmarès

### Titres en simple
| 13 titres en simple | 0 G. Chelem | 0 G. Chelem | 0 G. Chelem | 0 G. Chelem | 0 Masters | 0 Masters | 0 Masters   | 0 Masters   | 1 Masters 1000 | 1 Masters 1000 | 1 Masters 1000 | 1 Masters 1000 | 1 ATP 500           | 1 ATP 500           | 1 ATP 500           | 1 ATP 500           | 11 ATP 250          | 11 ATP 250          | 11 ATP 250     | 11 ATP 250     | 0 JO           | 0 JO           | 0 JO           | 0 JO           |
| 13 titres en simple | 1 sur dur   | 1 sur dur   | 1 sur dur   | 1 sur dur   | 1 sur dur | 1 sur dur | 0 sur gazon | 0 sur gazon | 0 sur gazon    | 0 sur gazon    | 0 sur gazon    | 0 sur gazon    | 12 sur terre battue | 12 sur terre battue | 12 sur terre battue | 12 sur terre battue | 12 sur terre battue | 12 sur terre battue | 0 sur moquette | 0 sur moquette | 0 sur moquette | 0 sur moquette | 0 sur moquette | 0 sur moquette |

| No | Date       | Nom et lieu du tournoi                  | Catégorie    | Dotation    | Surface      | Finaliste          | Score           |          |
| -- | ---------- | --------------------------------------- | ------------ | ----------- | ------------ | ------------------ | --------------- | -------- |
| 1  | 10-02-2020 | Argentina Open, Buenos Aires            | ATP 250      | 596 135 $   | Terre (ext.) | Pedro Sousa        | 6-1, 6-4        | Parcours |
| 2  | 16-05-2021 | Gonet Geneva Open, Genève               | ATP 250      | 419 470 €   | Terre (ext.) | Denis Shapovalov   | 7-66, 6-4       | Parcours |
| 3  | 12-07-2021 | Nordea Open, Båstad                     | ATP 250      | 419 470 €   | Terre (ext.) | Federico Coria     | 6-3, 6-3        | Parcours |
| 4  | 19-07-2021 | Swiss Open Gstaad, Gstaad               | ATP 250      | 419 470 €   | Terre (ext.) | Hugo Gaston        | 6-3, 6-2        | Parcours |
| 5  | 26-07-2021 | Generali Open Kitzbühel, Kitzbühel      | ATP 250      | 419 470 €   | Terre (ext.) | Pedro Martínez     | 6-1, 4-6, 6-3   | Parcours |
| 6  | 27-09-2021 | San Diego Open, San Diego               | ATP 250      | 600 000 $   | Dur (ext.)   | Cameron Norrie     | 6-0, 6-2        | Parcours |
| 7  | 07-02-2022 | Argentina Open, Buenos Aires            | ATP 250      | 602 250 $   | Terre (ext.) | Diego Schwartzman  | 5-7, 6-2, 6-3   | Parcours |
| 8  | 15-05-2022 | Gonet Geneva Open, Genève               | ATP 250      | 534 555 €   | Terre (ext.) | João Sousa         | 7-63, 4-6, 7-61 | Parcours |
| 9  | 18-07-2022 | EFG Swiss Open Gstaad, Gstaad           | ATP 250      | 534 555 €   | Terre (ext.) | Matteo Berrettini  | 4-6, 7-64, 6-2  | Parcours |
| 10 | 03-04-2023 | Millenium Estoril Open, Estoril         | ATP 250      | 562 815 €   | Terre (ext.) | Miomir Kecmanović  | 6-2, 7-63       | Parcours |
| 11 | 15-04-2024 | Barcelona Open Banc Sabadell, Barcelone | ATP 500      | 2 782 960 € | Terre (ext.) | Stéfanos Tsitsipás | 7-5, 6-3        | Parcours |
| 12 | 19-05-2024 | Gonet Geneva Open, Genève               | ATP 250      | 579 320 €   | Terre (ext.) | Tomáš Macháč       | 7-5, 6-3        | Parcours |
| 13 | 23-04-2025 | Mutua Madrid Open, Madrid               | Masters 1000 | 8 055 385 € | Terre (ext.) | Jack Draper        | 7-5, 3-6, 6-4   | Parcours |

### Finales en simple
| No | Date       | Nom et lieu du tournoi                                        | Catégorie    | Dotation     | Surface      | Vainqueur           | Score               |          |
| -- | ---------- | ------------------------------------------------------------- | ------------ | ------------ | ------------ | ------------------- | ------------------- | -------- |
| 1  | 08-04-2019 | Fayez Sarofim & Co. US Men's Clay Court Championship, Houston | ATP 250      | 583 585 $    | Terre (ext.) | Cristian Garín      | 7-64, 4-6, 6-3      | Parcours |
| 2  | 24-02-2020 | Chile Dove Men+Care Open, Santiago                            | ATP 250      | 604 010 $    | Terre (ext.) | Thiago Seyboth Wild | 7-5, 4-6, 6-3       | Parcours |
| 3  | 23-03-2022 | Miami Open presented by Itaú, Miami                           | Masters 1000 | 8 584 055 $  | Dur (ext.)   | Carlos Alcaraz      | 7-5, 6-4            | Parcours |
| 4  | 22-05-2022 | Roland-Garros, Paris                                          | G. Chelem    | 21 256 800 € | Terre (ext.) | Rafael Nadal        | 6-3, 6-3, 6-0       | Parcours |
| 5  | 29-08-2022 | US Open, Flushing Meadows                                     | G. Chelem    | 27 915 200 $ | Dur (ext.)   | Carlos Alcaraz      | 6-4, 2-6, 7-61, 6-3 | Parcours |
| 6  | 13-11-2022 | Nitto ATP Finals, Turin                                       | Masters      | 14 750 000 $ | Dur (int.)   | Novak Djokovic      | 7-5, 6-3            | Parcours |
| 7  | 28-05-2023 | Roland-Garros, Paris                                          | G. Chelem    | 23 115 000 € | Terre (ext.) | Novak Djokovic      | 7-61, 6-3, 7-5      | Parcours |
| 8  | 17-07-2023 | Nordea Open, Båstad                                           | ATP 250      | 562 815 €    | Terre (ext.) | Andrey Rublev       | 7-63, 6-0           | Parcours |
| 9  | 19-02-2024 | Mifel Tennis Open by Telcel Oppo, Cabo San Lucas              | ATP 250      | 915 245 $    | Dur (ext.)   | Jordan Thompson     | 6-3, 7-64           | Parcours |
| 10 | 26-02-2024 | Abierto Mexicano Telcel por HSBC, Acapulco                    | ATP 500      | 2 206 080 $  | Dur (ext.)   | Alex de Minaur      | 6-4, 6-4            | Parcours |
| 11 | 07-04-2024 | Rolex Monte-Carlo Masters, Monte-Carlo                        | Masters 1000 | 5 950 575 €  | Terre (ext.) | Stéfanos Tsitsipás  | 6-1, 6-4            | Parcours |
| 12 | 03-02-2025 | Dallas Open, Frisco                                           | ATP 500      | 2 760 000 $  | Dur (int.)   | Denis Shapovalov    | 7-65, 6-3           | Parcours |

## Parcours dans les tournois duGrand Chelem

### Finales (3)
| Année | Tournoi           | Adversaire en finale | Score               |
| 2022  | Roland-Garros     | Rafael Nadal         | 3-6, 3-6, 0-6       |
| 2022  | US Open           | Carlos Alcaraz       | 4-6, 6-2, 61-7, 3-6 |
| 2023  | Roland-Garros (2) | Novak Djokovic       | 61-7, 3-6, 5-7      |

### En simple
| Année | Open d'Australie | Open d'Australie | Internationaux de France | Internationaux de France | Wimbledon       | Wimbledon       | US Open         | US Open              |
| ----- | ---------------- | ---------------- | ------------------------ | ------------------------ | --------------- | --------------- | --------------- | -------------------- |
| 2018  | 2e tour (1/32)   | D. Schwartzman   | 2e tour (1/32)           | Albert Ramos             | —               | —               | 1er tour (1/64) | Guido Pella          |
| 2019  | —                | —                | 3e tour (1/16)           | Roger Federer            | 1er tour (1/64) | John Isner      | 1er tour (1/64) | Jan-Lennard Struff   |
| 2020  | 1er tour (1/64)  | Egor Gerasimov   | 3e tour (1/16)           | Dominic Thiem            | Annulé          | Annulé          | 3e tour (1/16)  | Matteo Berrettini    |
| 2021  | 1/8 de finale    | Andrey Rublev    | 3e tour (1/16)           | A. Davidovich Fokina     | 1er tour (1/64) | Jordan Thompson | 2e tour (1/32)  | B. van de Zandschulp |
| 2022  | —                | —                | Finale                   | Rafael Nadal             | 2e tour (1/32)  | Ugo Humbert     | Finale          | Carlos Alcaraz       |
| 2023  | 2e tour (1/32)   | Jenson Brooksby  | Finale                   | Novak Djokovic           | 2e tour (1/32)  | Liam Broady     | 2e tour (1/32)  | Zhang Zhizhen        |
| 2024  | 3e tour (1/16)   | Cameron Norrie   | 1/2 finale               | Alexander Zverev         | 2e tour (1/32)  | Fabio Fognini   | 1/8 de finale   | Taylor Fritz         |
| 2025  | 2e tour (1/32)   | Jakub Menšík     | 2e tour (1/32)           | Nuno Borges              | —               | —               |                 |                      |

N.B. : à droite du résultat se trouve le nom de l'ultime adversaire.

### En double messieurs
| Année | Open d'Australie                                                                    | Open d'Australie                                                                    | Internationaux de France                                                              | Internationaux de France                                                              | Wimbledon                                                                              | Wimbledon                                                                            | US Open | US Open |
| ----- | ----------------------------------------------------------------------------------- | ----------------------------------------------------------------------------------- | ------------------------------------------------------------------------------------- | ------------------------------------------------------------------------------------- | -------------------------------------------------------------------------------------- | ------------------------------------------------------------------------------------ | ------- | ------- |
| 2019  | —                                                                                   | —                                                                                   | 2e tour (1/16) Kecmanović \|\| style="text-align:left;" \| F. Delbonis G. Durán       | 1er tour (1/32) Lloyd Harris \|\| style="text-align:left;" \| M. Arévalo Reyes-Varela | 1/8 de finale Kecmanović \|\| style="text-align:left;" \| O. Marach J. Melzer          |                                                                                      |         |         |
| 2020  | 1er tour (1/32) Kecmanović \|\| style="text-align:left;" \| R. Klaasen O. Marach    | 1er tour (1/32) Kecmanović \|\| style="text-align:left;" \| John Peers M. Venus     | Annulé                                                                                | Annulé                                                                                | —                                                                                      | —                                                                                    |         |         |
| 2021  | 2e tour (1/16) Kecmanović \|\| style="text-align:left;" \| M. Arévalo M. Middelkoop | 1er tour (1/32) Kecmanović \|\| style="text-align:left;" \| A. Krajicek T. Sandgren | 1/4 de finale A. Göransson \|\| style="text-align:left;" \| M. Granollers H. Zeballos | 1er tour (1/32) Kecmanović \|\| style="text-align:left;" \| Hugo Nys Rinderknech      |                                                                                        |                                                                                      |         |         |
| 2022  | —                                                                                   | —                                                                                   | —                                                                                     | —                                                                                     | 2e tour (1/16) W. Blumberg \|\| style="text-align:left;" \| L. Glasspool H. Heliövaara | —                                                                                    | —       |         |
| 2023  | —                                                                                   | —                                                                                   | —                                                                                     | —                                                                                     | 2e tour (1/16) W. Blumberg \|\| Forfait                                                | —                                                                                    | —       |         |
| 2024  | —                                                                                   | —                                                                                   | —                                                                                     | —                                                                                     | 1er tour (1/32) W. Blumberg \|\| style="text-align:left;" \| Rajeev Ram J. Salisbury   | 1er tour (1/32) W. Blumberg \|\| style="text-align:left;" \| S. Bolelli A. Vavassori |         |         |

N.B. : le nom du partenaire se trouve sous le résultat ; les noms des ultimes adversaires se trouvent à droite.

## Parcours auMasters
| Année | Lieu  | Résultat    | Tour                  | Adversaires                                                                  | Victoire / Défaite                | Scores                                              |
| ----- | ----- | ----------- | --------------------- | ---------------------------------------------------------------------------- | --------------------------------- | --------------------------------------------------- |
| 2021  | Turin | Demi-finale | RR Demi-finale        | Novak Djokovic Cameron Norrie Andrey Rublev Daniil Medvedev                  | Défaite Victoire Défaite          | 64-7, 2-6 1-6, 6-3, 6-4 2-6, 7-5, 7-65 4-6, 2-6     |
| 2022  | Turin | Finale      | RR Demi-finale Finale | Félix Auger-Aliassime Taylor Fritz Rafael Nadal Andrey Rublev Novak Djokovic | Victoire Défaite Victoire Défaite | 7-64, 6-4 6-3, 4-6, 7-66 5-7, 5-7 6-2, 6-4 5-7, 3-6 |
| 2024  | Turin | Demi-finale | RR Demi-finale        | Carlos Alcaraz Alexander Zverev Andrey Rublev Jannik Sinner                  | Victoire Défaite Victoire Défaite | 6-1, 7-5 63-7, 3-6 6-4, 5-7, 6-2 1-6, 2-6           |

## Parcours dans lesMasters 1000
| Année | Indian Wells                 | Miami                      | Monte-Carlo                | Madrid                   | Rome                          | Canada                      | Cincinnati              | Shanghai                  | Paris                    |
| ----- | ---------------------------- | -------------------------- | -------------------------- | ------------------------ | ----------------------------- | --------------------------- | ----------------------- | ------------------------- | ------------------------ |
| 2017  | —                            | 1er tour Lu Yen-hsun       | 1er tour J.-L. Struff      | —                        | —                             | —                           | —                       | —                         | —                        |
|       |                              |                            |                            |                          |                               |                             |                         |                           |                          |
| 2019  | —                            | 1er tour F. Auger          | —                          | —                        | 1/8 de finale J. M. del Potro | —                           | 1er tour Guido Pella    | —                         | 1er tour A. Mannarino    |
| 2020  | n.o.                         | n.o.                       | n.o.                       | n.o.                     | 1/2 finale N. Djokovic        | n.o.                        | 1er tour D. Schwartzman | n.o.                      | 1er tour U. Humbert      |
| 2021  | 1/8 de finale D. Schwartzman | —                          | 1/2 finale A. Rublev       | 1/2 finale M. Berrettini | —                             | 1/4 de finale S. Tsitsipás  | 1/4 de finale A. Zverev | n.o.                      | 1/4 de finale A. Zverev  |
| 2022  | 3e tour N. Kyrgios           | Finale C. Alcaraz          | 1/8 de finale G. Dimitrov  | 2e tour D. Lajović       | 1/2 finale N. Djokovic        | 1/2 finale H. Hurkacz       | 2e tour B. Shelton      | n.o.                      | 1/8 de finale L. Musetti |
| 2023  | 3e tour C. Garín             | 3e tour v. d. Zandschulp   | 1/8 de finale J.-L. Struff | 2e tour M. Arnaldi       | 1/2 finale H. Rune            | 1/8 de finale A. Davidovich | 2e tour M. Purcell      | 1/8 de finale F. Marozsán | 2e tour F. Cerúndolo     |
| 2024  | 1/4 de finale T. Paul        | 1/8 de finale N. Jarry     | Finale S. Tsitsipás        | 1/8 de finale F. Auger   | 2e tour M. Kecmanović         | 1/8 de finale Forfait       | 2e tour F. Auger        | 2e tour A. Vukic          | 2e tour J. Thompson      |
| 2025  | 2e tour M. Giron             | 1/8 de finale F. Cerúndolo | 1/8 de finale A. Popyrin   | Victoire J. Draper       | 1/4 de finale J. Sinner       | 1/8 de finale K. Khachanov  | 2e tour A. Rinderknech  |                           |                          |

N.B. : sous le résultat se trouve le nom de l’ultime adversaire.

## Parcours auxJeux olympiques

### En simple messieurs
| # | Date       | Nom de l'olympiade         | Surface             | Résultat      | Ultime adversaire     | Score          |          |
| - | ---------- | -------------------------- | ------------------- | ------------- | --------------------- | -------------- | -------- |
| 1 | 27/07/2024 | Olympic Tennis Event Paris | Terre battue (ext.) | 1/4 de finale | Félix Auger-Aliassime | 6-4, 68-7, 6-3 | Parcours |

## Confrontations avec ses principaux adversaires
Confrontations lors des différents tournois ATP et en Coupe Davis avec ses principaux adversaires (6 confrontations minimum et avoir été membre du top 10). Classement par pourcentage de victoires. Situation au 12 mai 2025 :
| Joueur                | Meilleur classement | Confrontations | Victoires | Défaites | Pourcentage de victoires | Dernière confrontation                                  |
| --------------------- | ------------------- | -------------- | --------- | -------- | ------------------------ | ------------------------------------------------------- |
| Novak Djokovic        | 1                   | 6              | 1         | 5        | 16,7                     | victoire (6-4, 1-6, 6-4) au Masters de Monte-Carlo 2024 |
| Alexander Zverev      | 2                   | 6              | 2         | 4        | 33,3                     | défaite (63-7, 3-6) au Masters 2024                     |
| Andrey Rublev         | 5                   | 8              | 3         | 5        | 37,5                     | victoire (6-4, 5-7, 6-2) au Masters 2024                |
| Félix Auger-Aliassime | 6                   | 7              | 3         | 4        | 42,9                     | défaite (3-6, 1-6) au Masters de Cincinnati 2024        |
| Diego Schwartzman     | 8                   | 9              | 4         | 5        | 44,4                     | victoire (6-2, 6-3) au Masters d'Indian Wells 2023      |
| Matteo Berrettini     | 6                   | 8              | 5         | 3        | 62,5                     | victoire (7-5, 2-0 ab) au Masters de Rome 2025          |
| Tommy Paul            | 8                   | 6              | 4         | 2        | 66,7                     | défaite (2-6, 6-1, 3-6) au Masters d'Indian Wells 2024  |
| Holger Rune           | 4                   | 8              | 6         | 2        | 75                       | défaite (4-6, 2-6) au tournoi de Barcelone 2025         |

## Victoires sur le top 10
Toutes ses victoires sur des joueurs classés dans le top 10 de l'ATP lors de la rencontre.
| Légende                                  |
| Grand Chelem                             |
| Masters                                  |
| Masters 1000                             |
| ATP 500                                  |
| ATP 250                                  |
| Coupe Davis ATP Cup United Cup Laver Cup |

| #  | C.R.  | Tournoi       | Année | Surface      | Adversaire            | Rang  | Tour   | Score              |
| -- | ----- | ------------- | ----- | ------------ | --------------------- | ----- | ------ | ------------------ |
| 1  | no 34 | Rome          | 2020  | Terre battue | Matteo Berrettini     | no 8  | 1/4    | 4-6, 6-3, 7-65     |
| 2  | no 27 | Monte-Carlo   | 2021  | Terre battue | Diego Schwartzman     | no 9  | 1/16   | 6-3, 6-3           |
| 3  | no 22 | Madrid        | 2021  | Terre battue | Stéfanos Tsitsipás    | no 5  | 1/8    | 7-64, 6-4          |
| 4  | no 8  | Masters       | 2021  | Dur (int.)   | Andrey Rublev         | no 5  | Poules | 2-6, 7-5, 7-65     |
| 5  | no 8  | Miami         | 2022  | Dur          | Alexander Zverev      | no 4  | 1/4    | 6-3, 1-6, 6-3      |
| 6  | no 7  | Montréal      | 2022  | Dur          | Félix Auger-Aliassime | no 9  | 1/4    | 6-1, 6-2           |
| 7  | no 4  | Masters       | 2022  | Dur (int.)   | Félix Auger-Aliassime | no 6  | Poules | 7-64, 6-4          |
| 8  | no 4  | Masters       | 2022  | Dur (int.)   | Taylor Fritz          | no 9  | Poules | 6-3, 4-6, 7-66     |
| 9  | no 4  | Masters       | 2022  | Dur (int.)   | Andrey Rublev         | no 7  | 1/2    | 6-2, 6-4           |
| 10 | no 4  | Roland-Garros | 2023  | Terre battue | Holger Rune           | no 6  | 1/4    | 6-1, 6-2, 3-6, 6-3 |
| 11 | no 11 | Acapulco      | 2024  | Dur          | Holger Rune           | no 7  | 1/2    | 3-6, 6-3, 6-4      |
| 12 | no 10 | Monte-Carlo   | 2024  | Terre battue | Hubert Hurkacz        | no 8  | 1/8    | 6-4, 6-2           |
| 13 | no 10 | Monte-Carlo   | 2024  | Terre battue | Novak Djokovic        | no 1  | 1/2    | 6-4, 1-6, 6-4      |
| 14 | no 6  | Barcelone     | 2024  | Terre battue | Stéfanos Tsitsipás    | no 7  | Finale | 7-5, 6-3           |
| 15 | no 7  | Masters       | 2024  | Dur (int.)   | Carlos Alcaraz        | no 3  | Poules | 6-1, 7-5           |
| 16 | no 7  | Masters       | 2024  | Dur (int.)   | Andrey Rublev         | no 8  | Poules | 6-4, 5-7, 6-2      |
| 17 | no 15 | Madrid        | 2025  | Terre battue | Taylor Fritz          | no 4  | 1/8    | 7-5, 6-4           |
| 18 | no 15 | Madrid        | 2025  | Terre battue | Daniil Medvedev       | no 10 | 1/4    | 6-3, 7-5           |
| 19 | no 15 | Madrid        | 2025  | Terre battue | Jack Draper           | no 6  | Finale | 7-5, 3-6, 6-4      |

## Récompenses
Casper Ruud a été à plusieurs reprises nommé aux ATP Awards, notamment pour le prix Stefan Edberg de la sportivité.
- 2019 : Nommé, Révélation de l'année ;
- 2021 : Nommé, Joueur s'étant le plus amélioré ;
- 2021 : Nommé, Prix Stefan Edberg de la sportivité ;
- 2022 : Lauréat, Prix Stefan Edberg de la sportivité ;
- 2024 : Nommé, Prix Stefan Edberg de la sportivité.

## Classements ATP en fin de saison
| Année          | 2015 | 2016 | 2017 | 2018 | 2019 | 2020 | 2021 | 2022 | 2023 | 2024 |
| Rang en simple | 1126 | 231  | 141  | 113  | 54   | 27   | 8    | 3    | 11   | 6    |
| Rang en double | –    | 944  | 1168 | 509  | 227  | 188  | 177  | –    | 582  | 417  |

Source : (en) Classements de Casper Ruud sur le site officiel de la Fédération internationale de tennis